# Anja van Apeldoorn-Pruijt
A.M. (Anja) van Apeldoorn-Pruijt (17 mei 1947) is een Nederlands politicus van de PvdA.
Vanaf 1982 zat ze in de gemeenteraad van Zeist en ze is daar ook wethouder geweest. In 1998 werd Apeldoorn-Pruijt burgemeester van de Noord-Hollandse gemeente Zijpe. In de zomer van 2006 overleed haar echtgenoot en om meer tijd te krijgen om dat verlies te verwerken werd begin 2007 Paul de Winter aangesteld als waarnemend burgemeester van Zijpe. In januari 2008 kwam Apeldoorn-Pruijt terug als burgemeester maar later dat jaar besloot ze om vervroegd met pensioen te gaan wat in februari 2009 inging.